# クリムゾン・タイド
『クリムゾン・タイド』（Crimson Tide）は、トニー・スコット監督が1995年に製作した映画。タイトルの直訳は「深紅の潮流」だが、「クリムゾンタイド」は舞台となる潜水艦と同じ名を持つアラバマ大学のフットボールを始めとするスポーツチームの愛称である。

## 概要
冷戦後のロシアの政治的混乱を背景にクーデターが発生し、ウラジオストックの海軍基地が制圧されてしまう。核ミサイルの発射にそなえて出撃した弾道ミサイル潜水艦を舞台に物語が進む。ハーバード大出のエリート副長とベテランの艦長の対立、白人と黒人の相克、「見えない敵」との頭脳戦、外界と限られた接触しかない特殊な環境、これら潜水艦映画の伝統的なプロットを踏まえつつ、ほとんど一般に知られることのない、現代の弾道ミサイル原潜内での日常、演習、ミサイル発射手順の細部の描写の積み重ねを踏まえて、究極の破壊力の行使をめぐる緊迫したドラマが展開される。

## 製作
キューバ・ミサイル危機中に現実に起こった、ソ連潜水艦副長ヴァシリー・アルヒーポフのエピソードをモチーフとしている。
クエンティン・タランティーノが本作の脚本のリライトを行った。タランティーノはトニー・スコットの前作『トゥルー・ロマンス』の脚本、翌年には同じジェリー・ブラッカイマー作品の『ザ・ロック』のリライトも行っている。
撮影に当たっては、アメリカ海軍の協力により、フロリダ (原子力潜水艦)(SSGN-728)での撮影が予定されていたが、撤回されたと言われている。そのため、映画の冒頭で潜水艦が潜没するシーンは、ヘリコプターなどを自前でチャーターして、アラバマ (原子力潜水艦)(SSBN-731)を撮影したという。

## あらすじ
ロシアでチェチェン紛争をきっかけに超国家主義者ウラジーミル・ラドチェンコ率いる反乱が勃発。反乱軍は大陸間弾道ミサイルを発射できる基地など大兵力を自らの手におさめ、自らの要求が応じられなければ日米を核攻撃すると脅迫。これに対しアメリカ政府は、オハイオ級原子力潜水艦「アラバマ」を出撃させることを決定した。
「アラバマ」の艦長で、実戦経験豊富なベテランのラムジー大佐は、ハーバード大学卒のエリートにしてアフリカ系のエスニシティのハンター少佐を新たな副長に迎え、出港する。古参としての自負があり自信過剰のラムジーは軍規を無視し艦内にペットの犬を持ち込み、艦内で放尿させるなどやりたい放題であったが、乗員は見て見ぬふりをせざるを得なかった。だが、艦内火災の際に演習を継続しようとする訓練方針の違い、火災の際に死亡したハンターと同じエスニシティの乗員への扱いなどをめぐって両者は対立し、危機にストレスを感じる乗員たちへの対処の食い違いなどから両者の溝は徐々に深まってゆく。
出港から6日目。北太平洋を哨戒中の「アラバマ」に指令が届く。「叛乱軍が弾道ミサイルに燃料注入を開始、発射を阻止すべく先制攻撃を加えよ」と。発射準備に忙殺されるアラバマに、叛乱軍の攻撃型潜水艦が迫る。デコイ（囮魚雷）の放出により魚雷攻撃を間一髪で回避するものの、フローティング・アンテナのウィンチが損傷し、受信しつつあった新たな指令が中断してしまう。途中まで印刷された指令文の解釈をめぐり、核ミサイル攻撃の準備を続行すべきだとするラムジーと、指令を再確認するまで攻撃を待つべきだとするハンター。2人の対立はついに頂点に達する。ラムジーは副長の意見を容れずにミサイルを発射しようとする。しかしながら、SLBMの発射には証人となる士官の前での艦長と副長両者の承認が必要であり、これは軍規違反となる。そこでラムジーはハンターを命令不服従として解任しようとする。しかしながらハンターは逆に艦長のラムジーを軍法違反で拘束するように部下に命令を出す。二人の上官から相反する命令を受け役割葛藤に当惑するウォルターズ先任伍長であったが、結局ハンターの主張が法理論上適切であると判断し、ハンターの命に従う。
しかし、引き続く叛乱軍潜水艦の魚雷攻撃に「アラバマ」は死傷者を出し、艦前部隔壁のブロー装置が機能せず、かつ浸水により浮力を失いあわや沈没の危機にさらされる。沈没はぎりぎりで避けられたものの、動揺した一部の士官たちはラムジーに唆されて武器庫を開けて武装し、艦長室に拘禁された艦長を救い出し、今度はラムジーが指揮権を回復し、これまでの状況を反乱と断定し、ハンターを拘束する。そして核ミサイル攻撃を敢行しようとするが、スイッチが押される直前に伍長らに救い出されたハンターが発射キーを抜いて阻止した。常日頃リベラルな態度を装うラムジーであったが、ことに及んで馬になぞらえ、ハンターに対する人種差別的な隠喩を含む発言に至り、両者の関係は険悪になる。
睨み合いが極限に達したとき、通信装置の応急修理が成功し、ミサイル発射中止の指令が受信される。ロシア国内でも攻撃推進する反乱軍とそれを防ごうとする勢力が衝突し、アラバマが通信不能に陥っている間に反乱が鎮圧され、核ミサイル発射の危機は消えていたのだ。そうした状況の確認を怠ったラムジーの暴走は、アメリカ側が米ロ開戦の理由を生む寸前まで至った。危機が去り艦内が歓喜に沸く中、ラムジーはハンターに操艦を預け自室に退く。
ラムジーとハンターの相反する対応は、海軍の規定上どちらも間違ってはいなかった。司令部よりのSLBM発射の命令は適切な手順を踏んでおり、これを中止するには同様の暗号による照合を経た命令を受けなければならない。この命令を受けていない状態では、先の命令をそのまま遂行することを指示したラムジーの指示は適切である。これに対し、発射命令の後、何らかの指示を含む暗号電報が発せられ、不完全な状態で受信した場合、確認のための措置を取ることは適切であるのでハンターの指示も正しいことになる。しかしながらロシア反乱軍の原潜の執拗な魚雷攻撃に悩まされ確認作業は困難を極めた。
もしミサイル攻撃が手遅れになれば、報復なしに大量の米国市民を無為に死なせることになる。反対に、もし攻撃指令が撤回されていたのであれば、ミサイル攻撃はロシア側の報復攻撃を呼び、最終戦争の引き金となる。ミサイル攻撃遂行か、指令の再確認か、外部との連絡が取れない艦内はふたつに割れて対立するのだったが結局、通信装置が直り、完全な形で命令を受けることが可能になった。命令はSLBMの発射を中止するように求めたものであった。即ちハンターの措置が正しかった事になる。
しかしながら海軍の査問委員会では兵学校での同期の判事によってラムジーに対する温情措置が求められ、名誉退役処分で事が収まった。完全には納得がいかないハンターではあったが、ラムジーが自分を次期艦長に推薦してくれた事で矛を収め、一件落着した。

## キャスト
| 役名                                                                      | 俳優                                    | 日本語吹替                                                                            | 日本語吹替 | 日本語吹替                                                                                     |
| 役名                                                                      | 俳優                                    | ソフト版                                                                              | 日本テレビ版 | テレビ朝日版                                                                                   |
| ------------------------------------------------------------------------- | --------------------------------------- | ------------------------------------------------------------------------------------- | --- | ---------------------------------------------------------------------------------------------- |
| ロン・ハンター少佐（副長）                                                | デンゼル・ワシントン                    | 大塚明夫                                                                              | 山寺宏一 | 小山力也                                                                                       |
| フランクリン・"フランク"・ラムジー大佐（艦長）                            | ジーン・ハックマン                      | 石田太郎                                                                              | 穂積隆信 | 石田太郎                                                                                       |
| ウォルターズ上等兵曹（先任伍長）                                          | ジョージ・ズンザ                        | 玄田哲章                                                                              | 山野史人 | 田中亮一                                                                                       |
| ピーター・“ウェップス”・インス大尉（弾道ミサイルシステム士官）            | ヴィゴ・モーテンセン                    | 金尾哲夫                                                                              | 牛山茂 | 檀臣幸                                                                                         |
| ロバート・"ボビー"・ドガーティ大尉（補給長）                              | ジェームズ・ガンドルフィーニ            | 沢木郁也                                                                              | 小山武宏 | 石塚運昇                                                                                       |
| ロノ上等主計兵曹（給養員長）                                              | マーク・クリストファー・ローレンス      |                                                                                       | |                                                                                                |
| ロイ・ジマー大尉 (通信長)                                                 | マット・クレイヴン                      | 牛山茂                                                                                | 納谷六朗 | 仲野裕                                                                                         |
| ダニー・リベッティ一等兵曹（ソーナー員長）                                | ダニー・ヌッチ                          | 真地勇志                                                                              | 石田彰 | 高木渉                                                                                         |
| ラッセル・ヴォスラー三等兵曹 (通信員)                                     | リロ・ブランカート.Jr                   | 永野広一                                                                              | 平田広明 | 佐久田修                                                                                       |
| ウィリアム・バーンズ水兵長                                                | スティーヴ・ザーン                      | 相沢まさき                                                                            | | 中多和宏                                                                                       |
| ポール・ハラーマン中尉（応急長）                                          | リック・シュローダー                    | 田中正彦                                                                              | 水野龍司 | 大川透                                                                                         |
| ダリク・ウェスターガード大尉（船務長）                                    | ロッキー・キャロル                      | 荒川太朗                                                                              | |                                                                                                |
| マホーニー大尉（当直士官）                                                | ジェイミー・ゴメス                      | 石井康嗣                                                                              | |                                                                                                |
| グラッタム水兵長                                                          | ライアン・フィリップ                    |                                                                                       | |                                                                                                |
| ウラジーミル・ラドチェンコ (ロシアで反乱を起こした超国家主義者のリーダー) | ダニエル・フォン・バーゲン              | 藤本譲                                                                                | |                                                                                                |
| ジュリア・ハンター (ハンターの妻)                                         | ヴァネッサ・ベル・キャロウェイ          |                                                                                       | |                                                                                                |
| アンダーソン少将                                                          | ジェイソン・ロバーズ （クレジットなし） | 藤本譲                                                                                | 中村正 | 大木民夫                                                                                       |
| その他                                                                    | N/A                                     | 辻親八 稲葉実 宝亀克寿 星野充昭 小山武宏 大川透 大黒和広 小野英昭 栗山微笑子 麻丘夏未 | 池田勝 辻親八 稲葉実 大川透 岩崎ひろし 西村知道 後藤敦 山崎たくみ 桜井敏治 坂東尚樹 岡野浩介 堀越真己 奥島和美 永迫舞 竹村叔子 村井かずさ | 立木文彦 小室正幸 稲葉実 古田信幸 水野龍司 青山穣 樫井笙人 星野充昭 堀川仁 鈴木正和 小野塚貴志 |
| 日本語版制作スタッフ                                                      |                                         |                                                                                       | |                                                                                                |
| 演出                                                                      |                                         | 高橋剛                                                                                | 佐藤敏夫 | 伊達康将                                                                                       |
| 翻訳                                                                      |                                         | 佐藤一公                                                                              | 佐藤恵子 | 平田勝茂                                                                                       |
| 調整                                                                      |                                         | 吉田佳代子                                                                            | 高久孝雄 | 荒井孝                                                                                         |
| 録音                                                                      |                                         | 金谷和美                                                                              | |                                                                                                |
| 効果                                                                      |                                         |                                                                                       | サウンドボックス | リレーション                                                                                   |
| スタジオ                                                                  |                                         |                                                                                       | オムニバス・ジャパン |                                                                                                |
| 監修                                                                      |                                         | 岡本企美子                                                                            | |                                                                                                |
| 制作                                                                      |                                         | DISNEY CHARACTER VOICES INTERNATIONAL, INC. 東北新社                                  | 東北新社 | 東北新社                                                                                       |
| 制作担当                                                                  |                                         |                                                                                       | 稲毛弘之 |                                                                                                |
| 初回放送                                                                  |                                         | 2017年8月18日 『午後のロードショー』                                                  | 1998年10月2日 『金曜ロードショー』 | 2000年11月26日 『日曜洋画劇場』                                                                |

## スタッフ
- 監督：トニー・スコット
- 製作：ドン・シンプソン、ジェリー・ブラッカイマー
- 脚本：マイケル・シファー、クエンティン・タランティーノ(リライト、クレジットなし)
- 撮影：ダリウス・ウォルスキー
- SFX：ドリーム・クエスト・イメージズ
- 音楽：ハンス・ジマー
- 美術：マイケル・ホワイト

## 音楽
ハンス・ジマーが作曲し、オーケストラ、合唱、シンセサイザーの音を融合させたものとなっている。オーケストラの指揮も務めたニック・グレニー＝スミスの追加音楽も含まれており、合唱はハリー・グレッグソン＝ウィリアムズが指揮した。1995年5月16日にハリウッド・レコードからリリースされた。
| #         | タイトル                                                  | 作詞  | 作曲・編曲 | 時間  |
| --------- | --------------------------------------------------------- | ----- | ---------- | ----- |
| 1.        | 「Mutiny」                                                |       |            | 8:57  |
| 2.        | 「Alabama」                                               |       |            | 23:50 |
| 3.        | 「Little Ducks」                                          |       |            | 2:03  |
| 4.        | 「1SQ」                                                   |       |            | 18:03 |
| 5.        | 「Roll Tide / 賛美歌: en:Eternal Father, Strong to Save」 |       |            | 7:33  |
| 合計時間: | 合計時間:                                                 | 60:26 |            |       |

### 挿入曲
- アルフレード・カタラーニ作曲『ラ・ワリー』より「さらば故郷の家よ」
- ジョン・バッカス・ダイクス作曲／ウイリアム・ホワイティング作詞 讃美歌407番『Eternal Father Strong To Save』（海軍賛歌、アメリカ合衆国大統領葬送曲）

## 評価
レビュー・アグリゲーターのRotten Tomatoesでは52件のレビューで支持率は88%、平均点は7.50/10となった。Metacriticでは20件のレビューを基に加重平均値が66/100となった。
- アカデミー賞（1995年） - 音響効果賞、音響賞、編集賞（すべてノミネートのみ）
- MTVムービー・アワード（1996年） - デンゼル・ワシントン（男優賞ノミネート）

## トリビア
- 日本語翻訳については一貫していない用語が幾つもある。劇場版、ビデオ、DVDの日本語字幕では、ジョージ・ズンザ演じるウォルターズ先任伍長が務めるCOB（Chief Of the Boat）が当直士官と訳されているが、これは誤りである。NHKBS2で放送されたものは最先任士官（その上に振り仮名でコッブ）となっているがこちらも誤りである[要出典]。
- ソフト版の吹替翻訳を手掛けた佐藤一公はNHKBS2での放送では字幕翻訳を担当。アラバマが船体崩壊を起こす深度を「圧潰（あっかい）深度」と訳した。日本テレビ版（翻訳は佐藤恵子）では「破壊深度」と訳されている。NHKBSPでの放送（翻訳は風間綾平）[8]では「圧壊深度」と訳された。ちなみに2023年の潜水艇タイタン沈没事故を、日本のメディアは「圧壊」を用いて伝えている。
- デンゼル・ワシントンとジーン・ハックマンはこの映画以前に、1986年の映画『キングの報酬』で共演している。
- 作中で、艦長と副長がリピッツァナーという馬種の起源がスペインとポルトガルのどちらなのかについて話す描写があるが、実際にはどちらでもない。トリエステ近郊のスロベニア領内が正解である。
- 副官が艦長に確執が残り後に交代するストーリーは、小説とそれを原作とした映画『ケイン号の叛乱』（1954年）がある。
- 1995年9月7日、本作品のプロモーションの為、主演のデンゼル・ワシントンが来日し記者会見を行った。